# Gellainville
Gellainville – miejscowość i gmina we Francji, w Regionie Centralnym, w departamencie Eure-et-Loir.
Według danych na rok 1990 gminę zamieszkiwały 413 osoby, a gęstość zaludnienia wynosiła 34 osoby/km² (wśród 1842 gmin Regionu Centralnego Gellainville plasuje się na 747. miejscu pod względem liczby ludności, natomiast pod względem powierzchni na miejscu 1035.).